# ワリー・ハン
ワリー・ハン（Wali Khan、? - 1865年）は東トルキスタンのアク・タク（白山党）のホージャの一族。1850年代からコーカンド・ハン国よりカシュガルに侵入し、短期間の間占領に成功した。
アク・タクは1760年代に清によってカシュガルから追放されたが、一族は東トルキスタンを回復することをあきらめておらず、定期的にコーカンド・ハン国から侵入を行った。父のジャハーンギール・ホージャも東トルキスタンに侵入して失敗している。
ワリー・ハンは1852年と1855年と1857年の3度にわたって侵攻を行ったが、最後のものが特に有名で、カシュガルの占領に成功した。
西洋人にはワリー・ハンは主にドイツの探検家アドルフ・シュラーギントヴァイトを処刑したことで知られている。しかしそれ以外にも彼の残虐な行為は地元に伝わっている。多くの無辜のムスリムを殺害し、犠牲者の骨でミナレットを建設したといわれている。また職人にサーベルを作らせたときに、「切れ具合を確かめよう」と言って、控えていた職人の息子の頭を切り落とし、「良いサーベルだ」と褒めて、職人に褒美を与えたという話もある。そのため人望を失い、侵攻して来た清軍に敗れて、4ヶ月でその支配は終わった。
1865年、コーカンド・ハン国はロシア軍の侵攻を受け、事実上の支配者のアリム・クーリーが戦死したため、ワリー・ハンは多くのコーカンド・ハン国の支配者層とともにカシュガルに逃れた。9月に到着したが、既にカシュガルの支配権を打ち立てていたヤクブ・ベクに従わなければならなかった。ワリー・ハンの支持者は権力を取り戻そうとしたが、ヤクブ・ベクによって簡単に防がれた。ワリー・ハンは逮捕されて、イェンギサールに送られ、そこで毒殺された。